# Espenhain
Espenhain är en ortsteil i staden Rötha i Landkreis Leipzig i förbundslandet Sachsen i Tyskland. Espenhain var en kommun fram till den 1 augusti 2015 när den uppgick i Rötha. Espenhain hade 2 267 invånare 2015.